# Gheorghe Enache
Gheorghe Enache (ur. 22 września 1934 w Bukareszcie, zm. w 1971) – rumuński strzelec, olimpijczyk, medalista mistrzostw świata i Europy.

## Kariera sportowa
Dwukrotny uczestnik igrzysk olimpijskich (IO 1960, IO 1964), na których startował wyłącznie w trapie. W Rzymie odpadł w kwalifikacjach (nie znalazł się wśród najlepszych 36 strzelców), natomiast w Tokio uplasował się na 33. miejscu.
Enache 3 razy stanął na podium mistrzostw świata. W 1958 roku został drużynowym brązowym medalistą w skeecie. W 1966 roku został wicemistrzem świata w trapie indywidualnie i drużynowo  (skład drużyny na obu turniejach: Ion Dumitrescu, Gheorghe Enache, Gheorghe Florescu, Ștefan Popovici). 
Stał także na podium mistrzostw Europy. W 1966 roku został drużynowym wicemistrzem kontynentu w trapie (Rumunia startowała w tym samym składzie).

## Wyniki

### Igrzyska olimpijskie
| Igrzyska   | Konkurencja | Wynik    | Miejsce | Źródło |
| ---------- | ----------- | -------- | ------- | ------ |
| Rzym 1960  | Trap        | NO       | NO      | [ 1 ]  |
| Tokio 1964 | Trap        | 182 pkt. | 33      | [ 2 ]  |

### Medale mistrzostw świata
Opracowano na podstawie materiałów źródłowych:
| Mistrzostwa    | Konkurencja      | Wynik            | Miejsce |
| -------------- | ---------------- | ---------------- | ------- |
| Moskwa 1958    | Skeet, drużynowo | 377 pkt. (druż.) |         |
| Wiesbaden 1966 | Trap             | 292 pkt.         |         |
| Wiesbaden 1966 | Trap, drużynowo  | 764 pkt. (druż.) |         |

### Medale mistrzostw Europy
Opracowano na podstawie materiałów źródłowych:
| Mistrzostwa | Konkurencja     | Wynik | Miejsce |
| ----------- | --------------- | ----- | ------- |
| Lahti 1966  | Trap, drużynowo | ?     |         |